# Hymenocephalus billsam
 Hymenocephalus billsam és una espècie de peix de la família dels macrúrids i de l'ordre dels gadiformes.

## Morfologia
- Els mascles poden assolir 15 cm de llargària total.[5][6]

## Hàbitat
És un peix d'aigües profundes que viu entre 400-900 m de fondària.

## Distribució geogràfica
Es troba a l'Estret de Florida, el Golf de Mèxic, el Carib i Rio de Janeiro (Brasil).